# Nick Rimando
Nicholas Paul „Nick“ Rimando (* 17. Juni 1979 in Montclair, Kalifornien) ist ein ehemaliger US-amerikanischer Fußballspieler.

## Jugend und College
Rimando besuchte die Montclair High School und spielte anschließend zwei Jahre für die UCLA Bruins an der University of California, Los Angeles. 1997 gewann er zusammen mit der Mannschaft den College Cup. Nach seinem Sophomore Jahr unterzeichnete er einen Project-40 Vertrag mit der Major League Soccer.

## Vereinskarriere
Rimando kam über den MLS SuperDraft 2000 zu Miami Fusion und übernahm in kurzer Zeit die Position des Stammtorhüter von dem bisherigen Keeper Jeff Cassar. In seinem ersten Jahr war er bei 22 Spielen auf dem Platz. In seinem zweiten Jahr hatte er 25 Einsätze und konnte mit der Mannschaft den MLS Supporters’ Shield gewinnen. Nachdem sich Fusion nach der Saison 2001 aufgelöst hatten, wechselte er zu DC United.
Für United machte er in der Saison 2002 jedes Spiel. 2003 absolvierte er nur 25 Spiele, da er am Ende Saison verletzt pausieren musste. 2004 verlor er seinen Stammplatz an Troy Perkins. In den kommenden zwei Jahren wechselte er sich mit Perkins immer mal wieder ab. In seiner letzten Saison für DC machte er nur zwei Spiele.
Er wechselte am 11. Dezember 2006 zusammen mit Freddy Adu zu Real Salt Lake. Er wurde am 9. Februar 2007 zu den New York Red Bulls weitertransferiert, wurde aber am 23. Februar wieder zurückgeholt, da der bisherige Stammtorhüter Scott Garlick überraschend seinen Rücktritt erklärte. Während seiner Saison 2007 war Rimando die erste Wahl im Tor von Salt Lake. Die Mannschaft lieferte zwar keine überragende Leistung ab, aber Rimando zeigte während der Saison konstant gute Leistungen. Er schaffte 146 Paraden in 27 Spielen und war damit bester Torwart der Liga. Am Ende der Saison wurde er zum besten Spieler von Real Salt Lake gewählt.
2008 und 2009 war er ebenfalls Stammtorhüter der Mannschaft. Im Juli 2008 wurde er zum MLS Spieler des Monats gewählt. Aufgrund seiner hervorragenden Leistungen im MLS Cup 2009 wurde er zum besten Spieler des Spiels gewählt.
Rimando beendete 2019 seine aktive Karriere.

## Nationalmannschaft
Rimando nahm 1999 an der FIFA World Youth Championship teil, wobei er dort Ersatztorwart hinter Tim Howard war. Sein erstes Länderspiel für die US-amerikanische Fußballnationalmannschaft absolvierte er am 17. November 2002 gegen El Salvador. Nach diesem Spiel wurde er lange Zeit nicht berücksichtigt. Aufgrund seiner guten Leistungen während der MLS Saison 2009 kam er wieder in den Fokus der Nationalmannschaft. Er nahm im Rahmen der Vorbereitung auf die Fußball-Weltmeisterschaft 2010 an mehreren Lehrgängen der Nationalmannschaft teil, war aber immer an vierter Stelle hinter Howard, Brad Guzan und Marcus Hahnemann. So wurde er nicht für die Weltmeisterschaft nominiert.
In den folgenden Jahren wurde er fester Bestandteil der Nationalmannschaft. Beim CONCACAF Gold Cup 2013 stand er als Stammtorhüter während des Turniers auf dem Platz. Die Mannschaft konnte das Turnier gewinnen. Für die Fußball-Weltmeisterschaft 2014 wurde er als dritter Torhüter in den Kader nominiert.

## Trivia
Rimandos Vater ist von philippinischer Herkunft, seine Mutter stammt aus Mexiko.
Im Dezember 2005 heiratete er seine langjährige Freundin Jacqui Little. Little spielte ebenfalls Fußball und zwar für Washington Freedom in der mittlerweile eingestellten Women’s United Soccer Association. Die Hochzeit wurde von seinem Teamkollegen Ben Olsen an einem Strand in Malibu durchgeführt. Nick und Jacqui haben mittlerweile einen Sohn namens Jett Nicholas Rimando.

## Erfolge
USA
- CONCACAF Gold Cup (1): 2013

DC United
- Major League Soccer MLS Cup (1): 2004
- Major League Soccer Eastern Conference Championship (1): 2004

Real Salt Lake
- Major League Soccer MLS Cup (1): 2009
- Major League Soccer Eastern Conference Championship (1): 2009
- Major League Soccer Western Conference Championship (1): 2013

## Auszeichnungen
- MLS Cup Most Valuable Player: 2009
- MLS All-Star Team: 2010, 2011, 2013
- MLS Save of the Year Award: 2012, 2013